# Maud McCarthy (enfermera)
Este artículo trata sobre la enfermera australiana. Para la música y teósofa Maud MacCarthy, también conocida como Omananda Puri, véase Maud MacCarthy.
Emma Maud McCarthy, GBE, RRC (Sídney, Australia, 22 de septiembre de 1859 – Chelsea, Londres, 1 de abril de 1949) fue una enfermera y matrona australiana.
Fue la primogénita de William Frederick McCarthy, inspector laboral, y su mujer, Emma Mary à Beckett. Maud McCarthy fue educada en el Springfield College de Sídney. Tuvo un excelente expediente académico en la Universidad de Sídney. Tras la muerte de su padre en 1881 ayudó a su madre a sacar adelante a sus hermanos y hermanas.
En 1891 se trasladó a Inglaterra. El 10 de octubre de 1891, se integró en el Hospital de Londres, Whitechapel, para iniciar su entrenamiento general como enfermera en prácticas. En los archivos del hospital figura que "tenía una disposición excepcionalmente buena" y mostraba un verdadero "interés en su trabajo", aunque "encontró dificultades para gestionar el trato a terceras personas, o tomar decisiones firmes cuando fue necesario". Fue pese a todo promocionada a hermana en enero de 1894.
McCarthy salió de Inglaterra en 1914, llegando a Francia el 12 de agosto de 1914. En 1915 se instaló en Abbeville como supervisora de matronas de la Fuerza Expedicionaria Británica (BEF) en Francia y Flandes, teniendo a su cargo a todas las enfermeras desde el Canal de la Mancha hasta el Mediterráneo. En agosto de 1914 el número de personas a su cargo era de 516 enfermeras; en el momento del armisticio, ya eran más de 6.000.
Fue premiada con la Orden del Imperio Británico en 1918, y fue premiada con la Medalla Florence Nightingale, la medalla belga de la reina Elisabeth, y la medalla de las epidemias. Cuando dejó Francia el 5 de agosto de 1919, representantes del gobierno francés y de los servicios médicos acudieron para despedirla.
Fue jefa de matronas del Servicio Territorial de Enfermeras de la Armada desde 1920 hasta su retiro en 1925.

## Vida personal
Soltera, Emma Maud McCarthy murió en su casa en Chelsea el 1 de abril de 1949, a la edad de 89 años.